# 安阳钢铁集团
安阳钢铁集团简称安钢，是一家中国钢铁公司。集团现任董事长薄学斌，现任总经理潘树启。公司地址位于安阳市殷都区梅元庄安钢大道502号。

## 历史
始建于1958年，2001年安阳钢铁在上海证券交易所A股上市，股票代码(600569.SH)。集团公司的产业包括采矿选矿、炼焦烧结、钢铁冶炼、轧钢及机械加工、冶金建筑、科研开发、信息技术、物流运输、国际贸易、房地产等，年产钢能力1000万吨，是省内最大的精品板材和优质建材生产基地。2008年安钢销售收入510亿元，位列2009年中国企业500强第107位，是河南省最大的钢铁公司。

## 排名
- 2016中国企业500强 - 第350位
- 2019中国制造业企业500强 - 第160位
- 2019河南企业100强 - 第5位